# 死亡遊戯で飯を食う。
『死亡遊戯で飯を食う。』（しぼうゆうぎでめしをくう）は、鵜飼有志による日本のライトノベル。イラストはねこめたるが担当している。MF文庫J（KADOKAWA）より2022年11月から刊行されている。略称は「死亡遊戯」。2024年8月時点で電子書籍を含むシリーズ累計部数は23万部を突破している。
メディアミックスとして、万歳寿大宴会によるコミカライズが『月刊コンプエース』（KADOKAWA）にて2023年6月号から連載中。また、テレビアニメが2026年1月から放送予定。
デスゲームの賞金で生活しながら、デスゲームでの連勝を目指す主人公・幽鬼の物語。

## あらすじ
第1巻
ゴーストハウス（28回目）
幽鬼にとって28回目のゲーム。メイド服を着用した6人のプレイヤーによる洋館での脱出ゲームであり、幽鬼以外のプレイヤーはほぼ初心者。幽鬼は偏ったゲームバランスを訝しみ、経験者として初めての引率に苦労しながらも他の5人と脱出を目指す。
キャンドルウッズ（9回目）
幽鬼にとって9回目のゲーム。森林を模したエリア内での30人の〈切り株〉と300人のうさぎによる鬼ごっこで、鬼である〈切り株〉は制限時間内にそれぞれが5人のうさぎを殺害すること、うさぎは制限時間まで生き残ることでゲームクリアとなる。幽鬼は師匠の白士とともにうさぎとして参加するが、プレイヤーの1人である殺人鬼伽羅が、他プレイヤーの虐殺を始める。
ライフタイムジョブ
キャンドルウッズ終了後、当ゲームは過去最大の参加人数と過去最低の生還率を記録したゲームとして知られるようになる。幽鬼は伽羅との戦いで生き残るために叫んだでまかせを機に、伽羅に敗北した白士に代わり、ゲームでの99連勝を自分の目標に決める。

第2巻
スクラップビル（10回目）
幽鬼にとって10回目のゲーム。キャンドルウッズから3か月の間を置いて幽鬼が挑んだのは、時限爆弾が仕掛けられた廃ビルからの脱出ゲームだった。ゲームに隠された要素に気づいていた幽鬼は、自分以外の4人のプレイヤーが顔見知りの状況で、リーダーの御城と衝突しながらも、危険を顧みずに他のプレイヤーを助けていき、最終的には自分が格上であることを御城に知らしめる。
ゴールデンバス（30回目）
幽鬼にとって30回目のゲーム。幽鬼はゴーストハウスで死亡したプレイヤー金子の父親から、ゲームの運営を壊滅させるための手伝いを依頼される。三十の壁を前にして不調が続く幽鬼は明確な返事ができないまま、銭湯からの脱出ゲームに挑む。脱出のためのアイテムである下足札の数には限りがあり、プレイヤーは出口付近の玄関で札を持った他のプレイヤーを待ち伏せしている最多人数のチームと、出遅れて露天風呂を拠点とするチームに分かれていた。幽鬼が露天風呂のチームに合流する一方、玄関のチームのリーダーとなっていたのは、幽鬼へのリベンジを目標とし、すでに30回以上のゲームをクリアしていた御城だった。
クリムゾンレーキ
左手の中指から小指までの3本の指を失いながらも、ゴールデンバスをクリアし三十の壁を乗り越えた幽鬼は、自宅へ向かう車の中で専属のエージェントと言葉を交わす。ゲーム開始前、幽鬼は誤って会場への送迎時に服用する睡眠薬だけでなく、金子の父から受け取った発信機も飲み込んでいた。エージェントはそのことへの咎めではなく、運営からプレイヤーへの期待とその障害の排除を約束する言葉を送る。

第3巻
ワンファインデイ（40回目）
幽鬼にとって40回目のゲーム。キャンドルウッズから約1年半後、ゲームの業界は伽羅の殺戮によって受けたダメージから回復しつつあった。幽鬼は遊園地内で武器を持った着ぐるみの処刑人相手に一定期間生き残るゲームを難なくクリアし、ゴールデンバス後に施された義指の定期メンテナンスのために訪れた職人のもとで、自分と同じくキャンドルウッズを生き残ったプレイヤー藍里と再会する。
クラウディビーチ（44回目）
幽鬼にとって44回目のゲーム。クローズドサークルを意図した孤島での8人のプレイヤーによる一週間のゲームで、事前にひとりだけルール説明を受けていた犯人役は3人のプレイヤーの殺害、他の7人はゲーム期間内の生存をクリア条件として設定されていた。幽鬼と藍里は被害者たちの惨殺死体から、伽羅の弟子が犯人役だと予想するが、犯人役の正体は白士の元弟子の1人永世だった。ゲーム終盤、幽鬼は相弟子の永世と直接対決する。
リーブ・ザ・フロントライン
白士がキャンドルウッズで生き残っていたことを彼女の知り合いのプレイヤー古詠から教えてもらった幽鬼は、クラウディビーチ後に白士の行きつけのバーで白士と再会する。白士と別れた後、幽鬼はエージェントからクラウディビーチと同時期に行われたゲームでプレイヤーが80人中3人を残して死亡したという噂を教えられる。

第4巻
クラウディビーチ - 第八日
エージェントからゲーム結果の報告を受けた幽鬼の知り合いのプレイヤー真熊は、幽鬼の右目が以前会った時よりも白くなっていたことを気にかける。
スクールメイト（47.5回目）
キャンドルウッズ後に幽鬼が夜間学校へ通い始めてから1年以上が経過したころ、幽鬼は学校で誰かに監視されていることに気づいていたが、尾行者を特定できずにいた。プレイヤーであることが一般人にバレて、再発防止として学校を辞めるという事態を防ぐために、幽鬼はエージェントに協力を求める。
尾行者の正体はクラスメイトの骨塚仁実で、元プレイヤーだった。引退時にゲームに関する記憶を消してもらっていたが、未練を残したままだったため幽鬼がプレイヤーであることを無意識に察して正体を探っていた。相手が事情を知る者だとわかった幽鬼は危機を逃れ、記憶を取り戻した仁美はゲームの世界に戻らず一般人として生きていくことに決める。
シティシナリオ（44.5回目）
大虐殺が起きたゲームの噂は、ゲームを生業とするプレイヤーたちに危機感を抱かせた。幽鬼は調査のために義体職人から紹介された元プレイヤー錐原の屋敷に向かう道中で、以前スクラップビルで一緒になったプレイヤー毛糸と再会する。毛糸によると、件のゲーム「ガベージプリズン」で虐殺を行なったのは両腕に刺青のあるプレイヤーで、刺青の彫り師である錐原は殺人鬼と関係があるかもしれないという。2人は錐原邸を訪ねるが、そこですでに錐原が何者かによって殺害された現場に遭遇する。その後、殺人鬼の正体が紫苑というプレイヤーであることを突き止めた毛糸は、錐原のメイドだった灰音と心音を含むプレイヤーたちとともに、ゲーム外で紫苑の殺害を試みるが、紫苑が新たにゲームへの参加を希望したことで彼女のエージェントに阻まれる。紫苑への牽制は達成されたが、紫苑と同じゲームの招待を受けていた灰音は主人の仇を討つために参加を決める。一方、殺人鬼から手を引いた幽鬼は医師の診断を受け、キャンドルウッズで伽羅によって傷つけられた右目が機能を失い始めていることを知る。
ハロウィンナイト（45回目）
幽鬼にとって45回目のゲーム。カボチャだらけのエリア内で、お菓子を渡さなければ殺しにくる仮装の子供たちから夜明けまで生き残ればゲームクリアとなる。子供たちは肉体改造が施されているためプレイヤーの反撃は実質不可能となっているほか、開始時点で支給されるお菓子には限りがあり、プレイヤー同士でお菓子の奪い合いが発生するようになっていた。幽鬼は右目に気を配り、他のプレイヤーから助けたことによって弟子入りを志願してきた太り気味の初心者玉藻を適当にあしらいつつゲームを進めるが、終盤に遭遇した紫苑とのお菓子の奪い合いの中で、右目の症状が悪化する。
ロスト・アンド・ファウンド
ハロウィンナイト後、幽鬼は観客としてゲームを見届けていた心音から、全盲でありながらゲームを勝ち抜いた元プレイヤーを紹介するという申し出を受ける。その約1か月後、ハロウィンナイト中に幽鬼が提示したレッスン通りにスリムアップを果たした玉藻が幽鬼の前に現れる。

第5巻
フリッカリング・キャンドルフレイム
幽鬼にとって3回目のゲーム「ホルモンタウン」。ウエスタンな街を舞台とした〈お尋ね者〉と〈保安官〉による対戦型のゲームで、〈お尋ね者〉は生きて街から脱出すること、〈保安官〉は〈お尋ね者〉を殺して一定額の賞金を得ることでクリアとなる。〈お尋ね者〉になった幽鬼は1、2回目と同様にゲームをこなしていくが、〈保安官〉の1人である白士に銃撃戦で敗北する。生き残っている〈保安官〉全員が条件を達成したことで、殺される前にゲーム自体はクリアできた幽鬼に、白士は自分の弟子になるよう誘いをかける。
ティーチャーズメランコリー（47.5回目）
夜間学校のクラスメイトの件を解決した幽鬼は、正式に弟子にした玉藻を連れて、全盲の元プレイヤー鈴々に会いに行く。そこは携帯の電波が届かない離島で、鈴々は生死を問わない実戦で技術を伝えるべく島からの脱出ゲームを幽鬼たちに仕掛ける。
ロワイヤルパレス（62回目）
玉藻を弟子にしてから4か月が経過したころ、目の前で死んでほしくないと思うほど玉藻に情を抱くようになった幽鬼は、半ば一方的に玉藻との師弟関係を解消する。
2か月後、右目の視力を完全に失った幽鬼は、反響定位が不完全なまま62回目のゲームに臨む。剣士の決闘をテーマとした10チームによる対戦型で、一戦ごとにチームの代表者同士が、どちらかが死ぬか降参するまで戦い、総当たりを2回行なって上位7チームがゲームクリア、下位3チームが終了時に処刑される。
幽鬼は尸狼との決闘で左目を負傷し、一時的に両目が見えない状況に陥ったことがきっかけで反響定位を習得する。幽鬼のチームの生死を決める最終戦では、同じくチームに後がない玉藻と望まない形で再会する。幽鬼は師匠としての責任から逃れる選択をしたことを悔やみながら、決闘の末に玉藻を殺害する。
カム・フル・サークル
ロワイヤルパレス後、アパートに帰宅した幽鬼の前に自身と瓜二つの姿をした幻影が現れる。

第6巻
ヘッド・トゥ・ヘッド
幽鬼が幻覚を見ることになったのは、玉藻を自らの手で殺したショックがきっかけで、以前から持っていた気配を読む技術と、ロワイヤルパレス中に身につけた能力が合わさって作用した結果だった。幽鬼は幻影に現在の苦悩する姿を嘲笑され、促されたことで、ゲームを始めたばかりのころの鈍感な自分を回想する。
メイデンレース（1回目）
幽鬼にとって1回目のゲーム。プレイヤーは初心者のみで、下が剣山になっているアスレチック場を舞台に丸太や鉄条網を渡ってゴールを目指すゲームだった。
幽鬼は当時のエージェントやプレイヤーの雪名からの説明に不備があったことも相まって、自分が参加しているのが本物の殺人ゲームだと知らないまま、クリアのために他のプレイヤーを死に追いやり、緊迫した雰囲気の中でも何も察することはなかった。難なくクリアした幽鬼はプレイヤーとして、無職だった雪名はエージェントとして殺人ゲームの世界に身を置くことに決める。
スノウルーム（62.5回目）
幻影の目的は、幽鬼の身体を乗っ取り、鈍感で余計なことを考えずにゲームをこなしていたかつての幽鬼に戻ることだった。幽鬼は相手が実体のない幻影ゆえに一方的な状況に追い込まれるが、幻影の行動が幽鬼の無意識のロジックによって制限されていることに気づく。幽鬼は幻影をルールで縛って葬るために、エージェントを通じて鈴々に模擬ゲームの開催を依頼する。
模擬ゲーム「スノウルーム」は、白い部屋ばかりの建物の中に隠された幽鬼の洋服一式を、対戦相手より先に見つけ出して脱出することがクリア条件だった。幻影の行動は、実在する協力者に幽鬼と同じゲームを別の建物でプレイさせ、足音やドアの開閉を遠隔操作で幽鬼側に反映することで管理されていた。幽鬼側は本物の殺人ゲーム、協力者側は人の死なない練習用のゲームになっており、互いの正体は知らされていなかった。
ポストウォー・プロセス
幽鬼はスノウルームの終盤でボロボロになった髪をエージェントに頼んでカットしてもらった後、礼を言うためにスノウルームの協力者だった白士と会う。その帰路で、幻影との戦いを通じて視覚に頼る必要がなくなるほど自身の感覚能力が進化していたことを自覚する。

第7巻
トチノキ・アパートメント（63.5回目）
トチノキ荘に住んでいる幽鬼は、大家によって月に一回行われる一方的なお話のために呼び出され、他の住人たちと顔を合わせる。
グリーンキラー（64.5回目）
トチノキ荘の住人にして殺し屋である縁鳥八代衣のもとに、初めて既知の人間をターゲットとした依頼が届く。仕事に意義を見出せずにいる縁鳥は同業者と思しき幽鬼に相談を持ちかけ、幽鬼も縁鳥をプレイヤーだと勘違いしながら助言を送る。
レモン・スクウィーズィー（65.5回目）
学年末テストで英語の再試験を受けることになった幽鬼は、トチノキ荘に下宿している留学生ラモーナ・スクワイアに英語を教えてもらおうと思い立つが、その矢先にラモーナが誘拐される場面に遭遇する。誘拐犯の正体は、幽鬼の居住地である春楡市の不良グループ「レッドベア」のメンバーで、目的はラモーナが出入りしている研究所の機密情報だった。幽鬼はトチノキ荘の住人でレッドベアのメンバーでもある石蕗茜に協力を頼み、ラモーナの救出に向かう。
レッドヘリング（66.5回目）
レッドベアは、はぐれ者の無念を世の中に知らしめるために違法行為にも手を染めている副総長派と、それをよしとしない総長派に分かれており、ラモーナを誘拐したのは前者で、茜は後者に属していた。
副総長の南々星紅艶はラモーナの件を機にチームの意思統一を図り、両陣営の間で本格的な抗争が発生する。幽鬼は何かあったら庇うという約束通りに茜を助け、のちの報復を避けるために事態の終息に臨む。一方でレッドベア初代総長の真熊は、劣勢に追い込まれた現総長派のメンバーから事情を説明され、かつて責任を放棄して脱退したけじめとして、陣営を問わずレッドベアを解散させるために春楡市に赴く。

## 登場人物
声の項はテレビアニメ版の声優。
各巻の口絵で紹介されている登場人物を記載する。

### 主人公
幽鬼（）
声 - 三浦千幸
本作の主人公。17歳。幽霊のような風貌が特徴のプレイヤー。本名は反町 友樹（）。当初は強い動機を持たないままゲームへの参加を繰り返していたが、キャンドルウッズ後は生きる理由として99回のゲームクリアを目指すようになった。誰に対してもフラットな態度で、敵も味方も極力作らないよう心がけている。プレイヤーとしてこれといった強みはないが、致命的な弱点もないため、窮地に陥ることがあっても立て直すことができる。
鵜飼は幽鬼について、自分の一部分の要素を極端に広げたキャラクターだと述べた。
二語十は幽鬼について、思考への理解がおよばず感情移入できないが、ある意味では圧倒的なヴィランを見ているような感じであり、過去を描くエピソードで幽鬼がそうなった理由が出てきてほしいという思いと、一方で背景が何もないのも敵キャラとして見た場合は魅力的だという思いがあることを述べた。
『このライトノベルがすごい！』女性キャラクター部門では2024年版で12位を獲得した。

### 第1巻の登場人物

#### ゴーストハウスの登場人物
金子（）
金髪をツインテールにした華奢で小柄なプレイヤー。必要以上に責任感が強く、親が作った借金を返済するためにゲームに参加した。
青井（）
内気で声の小さい青髪のプレイヤー。ゲームへの参加理由については、金を得る方法がこれ以外にないからだと語った。
黒糖（）
アンダーグラウンドな雰囲気のプレイヤー。ゲームに参加するのはゴーストハウスが2回目であり、幽鬼以外では唯一の経験者。普通の労働を馬鹿らしいこととして、手っ取り早く生活費を得るために参加した。
桃乃（）
肉感的な身体が特徴のピンク髪のプレイヤー。自分の意思ではなく、運営側の人間に騙されてゲームに参加させられた。
鵜飼は本作で動かしていて楽しかったキャラクターとして桃乃を挙げた。
紅野（）
王子様を連想させる長身で赤いショートヘアのプレイヤー。自分が作った負債を返済するためにゲームに参加した。

#### キャンドルウッズの登場人物
白士（）
幽鬼の師匠で、95回のゲームクリアを達成した最古参のプレイヤー。身体には運営の関与しない独自の改造を施しており、全身を破壊されても死なない。本名は白津川 真実（）。
生きるための目標を欲してゲームでの99連勝を目指していたが、回数を重ねる中で肉体的な限界に近づいていき、96回目のゲームとなったキャンドルウッズで伽羅に敗北し、幽鬼が自分の後を継ぐ旨を宣言したことで引退を決めた。
墨家（）
オラついた容貌と酒やタバコで掠れた声を持つ、デスゲームの常連で幽鬼の知り合いのプレイヤー。29回目のゲームとなるキャンドルウッズではうさぎとして参加した。
伽羅（）
伽羅色の髪が特徴の殺人鬼のプレイヤー。自分が参加するゲームでは、弟子にした萌黄を除くプレイヤー全員を殺害してきた。防弾目的で身体の至るところに鎧を埋め込んでいる。
10回目のゲームであるキャンドルウッズではうさぎとして参加するが、うさぎの着用するタイトなバニースーツよりも〈切り株〉のジャンパースカートを欲し、〈切り株〉を殺害して奪う際に手こずったため、八つ当たりとしてプレイヤーの虐殺を実行した。
鵜飼は本作で特に好きなビジュアルのキャラクターとして伽羅を挙げた。ねこめたるには髪色以外ははっきりした要望を出さず、自分もあまりイメージしていなかったという。
萌黄（）
なりふり構わない強者になることを悲願とするプレイヤー。伽羅の弟子。
3回目のゲームとなるキャンドルウッズでは、〈切り株〉の中で唯一の経験者として、伽羅の指導を真似て他の〈切り株〉たちを恐怖で統率してゲームに臨んだ。
藍里（）
藍色の瞳が特徴のプレイヤー。髪はキャンドルウッズ時点ではショートカットだったが、観客受けが良くなり賞金が増えやすくなるという助言を受けて伸ばし始めた。本名は一瀬 藍里（）。
初めてのゲームであるキャンドルウッズでは〈切り株〉として参加し、数少ない生存者の1人となった。その後も他にこれだと思えるものもなく参加し続け、プレイ回数は幽鬼と再会した時点で30回を超えている。
二語十は本作で好きなキャラクターとして藍里を挙げ、第1巻の原稿の読後にビジュアルを見て、ある意味すごく平凡であり、得体の知れない素朴さやそういった矛盾を含めて良いキャラクターだと評した。

### 第2巻の登場人物
幽鬼のエージェント
雪女のように冷たい雰囲気の女。かつてのプレイヤーネームは雪名（）で、現在も偽名として使用する。戸籍を抹消される前の本名は雪乃 七見（）。
争いごとを嫌って社会から距離を置き、生きる理由を見出せずにいたが、自分の運命を委ねるために参加した殺人ゲームでの幽鬼との出会いにより心を持ち直した。メイデンレース後、幽鬼がゲームを続けていることを知り、志願して彼女の専属エージェントとなるに至った。
御城（）
金髪を縦ロールにしたお嬢様風のプレイヤー。優れた統率力を自負しており、ゲームではプレイヤーのまとめ役を担う。スクラップビル後は失った右腕を義手で補い、幽鬼へのリベンジを目的にゲームを続けていた。弟子には幽鬼のことを何度も話しており、自分が失敗した場合は代わりに幽鬼を打ち負かすよう命じている。
言葉（）
眼鏡をかけた図書委員のような雰囲気のプレイヤー。知識面で優れている。ゲームで賞金を貯めて世捨て人になることを目的としている。
智恵（）
茶髪をサイドテールにしたプレイヤー。要領のよさそうな雰囲気で、器用貧乏と自評する。
毛糸（）
ひょろりとした体躯に胡散臭い雰囲気のプレイヤー。強いプレイヤーにへつらうことで生き残ろうとするプレイスタイルをとる。
吾妻（）
少年のような見た目と言動のプレイヤー。周囲に馴染めなかった不登校児で、他者と関わる機会の少ないゲームに自分の意志で参加している。
狸狐（）
小動物っぽいプレイヤー。目的もなく参加した最初のゲームで身体の半分を失ったが、御城に見出されて彼女の弟子になった。重いパンチを放つことができる義手と、生身より速く動くことができる義足を使用する。

### 第3巻の登場人物
真熊（）
鍛えられた屈強な肉体を持つ、ゲームの常連で幽鬼の知り合いのプレイヤー。本名は赭熊 早百合（）。
個人の能力を高めることで生き残りを目指すプレイスタイルをとり、他のプレイヤーと不和を起こすことも少なくない。43回目のゲームであるクラウディビーチでも、犯人役の存在が発覚してからは単独行動をとる。
レッドベアの初代総長。本来は気の合う仲間と連れ立つだけのものだったが、規模の拡大に伴ってチームがおかしくなり、集団のいかがわしさを思い知って脱退した。
藍里

永世（）
ふわふわした綿菓子のような髪を持つ、学者然としたゲームの常連のプレイヤー。高い学習意欲と能力の持ち主で、最高の教材として白士に弟子入りし、独自に調べて彼女の肉体改造を模倣した。幽鬼とは顔見知りだが、相弟子であることは古詠から教えられるまで互いに知らなかった。
50回目のゲームであるクラウディビーチではプレイヤーのまとめ役を担うが、実は犯人役の正体だった。
日澄（）
小学生くらいの見た目をした、ふわふわした雰囲気のプレイヤー。口数が少なく、プレイ回数も明かしていない。伽羅が保護していた娘の1人であり、他のプレイヤーからは殺人鬼の再来として警戒されているが、藍里から伽羅について尋ねられた際には激昂して襲い掛かり、同一視されることを耐えがたく思っている様子を見せた。
古詠（）
28歳だが年寄りのような雰囲気の古参のプレイヤー。白士とは知り合いで、彼女から幽鬼や永世のことを教えられていた。死の気配を察知することを得意としており、キャンドルウッズの招待を受けた際には直感で断っていた。20回目のゲームとなったクラウディビーチ後に引退を決意する。
海雲（）
おどおどした特徴のないプレイヤー。電気系の学部を2年目に中退した経歴を持つ。10回目のゲームであるクラウディビーチでは、8人の中でプレイ回数が最も少ないために萎縮するが、一方で犯人役の襲撃に備えた独自の対策を行う。
蜜羽（）
マイペースで協調性に欠けるプレイヤー。30回目のゲームであるクラウディビーチでもその姿勢を崩さず、一人で海で遊んでいる。御城の元弟子であり、幽鬼のことも教えられていたが、御城に代わって幽鬼を殺す気はなく、御城や他の弟子と違い熱中できるものを持たないままゲームを続けている。

### 第4巻の登場人物
毛糸

灰音（）、心音（）
錐原に仕える引退気味の双子のプレイヤー。灰音が姉で、心音が妹。家出少女で、生きるためにゲームに参加していたところを錐原に引き取られた経緯により、錐原を強く慕っている。
紫苑（）
目立たない顔立ちだが、両腕に刺青のあるプレイヤー。14歳。自分を虐げてきた両親を殺害して以来、強い殺人欲求を抱くようになった。プレイヤーを続ける中で伽羅と出会い、萌黄や日澄とともに4人で生活していた時期がある。ガベージプリズンで実行した虐殺が業界に知れ渡ったことで引退を決めるが、ゲーム外での追っ手から逃れるためにやむを得ず30回目のゲームとなるハロウィンナイトに参加する。
玉藻（）
幽鬼に弟子入りしたプレイヤー。ハロウィンナイト時点では髪を2つの団子にまとめ、丸々と太っていたが、スリムアップ後は自分が知っている中でも頂点と幽鬼から評されるほどの美少女に変貌し、弟子入りから2か月半後の時点では目立つ容姿を隠すために髪を下ろした。
プレイヤーになった理由は「自分が嫌いだから」らしく、憧れる幽鬼から教えを得ることで自分の存在を塗りつぶそうとした。

### 第5巻の登場人物
白士

玉藻

鈴々（）
両耳に鈴のついたピアスをつけている元プレイヤー。白士よりも前の世代に活動し、全盲ながら反響定位によって殺人ゲームを勝ち抜いた。柔和なお姉さん然としているが、物騒な思考の持ち主。
実は聴力も機能不全になっているが、ハッタリを利かせて悟らせないようにしている。自分が死ぬまでゲームを続ける気でいたが、失聴によりエージェントの判断でプレイヤー登録を抹消された。
尸狼（）
白黒入り混じった髪を狼の尾のように束ねているプレイヤー。ナルシストの気がある。
所属していたサッカーチームの悪辣なコーチに一方的な暴行を加えたことによって、周囲から賞賛されるという思惑に反して非難され立場を追われた過去をもつ。

### 第6巻の登場人物
幻影
見えないものを見る力を獲得した幽鬼の前に現れた幻影。殺人ゲームを始めたばかりの鈍感な自分に戻りたいという、幽鬼が少なからず抱いている望みを叶えることを目的としている。幽鬼と瓜二つの姿をとっているが、幽鬼を精神的に追い詰めるために玉藻の姿に変化したこともある。幽鬼からの物理的な攻撃をすり抜けるが、自らは幽鬼を錯覚させることによって攻撃できる。一方で、あくまで幽鬼が無意識に設定したロジックに従って行動しており、得体の知れない化け物ではないとされる。
静久（）
大学生くらいの見た目のプレイヤー。花奏の姉。両親と花奏と4人で平和に暮らしていたが、花奏を追ってメイデンレースに参加した。
花奏（）
小学生くらいの見た目のプレイヤー。静久の妹。手早く稼げる仕事があると騙されてメイデンレースに参加した。
雪名

鈴々

### 第7巻の登場人物
骨塚 仁実（）
幽鬼のクラスメイトで、錐原の弟子の元プレイヤー。プレイヤーの才能はあったが、三十の壁を目前にして一緒に殺人ゲームに参加していた友人の死を受け、引退した。
縁鳥 八代衣（）
トチノキ荘の住人。いつも暗い顔をしている小柄な娘。18歳。その素性は殺し屋で、暗殺者の名家の跡取り。殺し屋の素質があり、幼いころから暗殺術を学び人を殺してきたが、仕事に意義を見出せず人生を悲観している。
ラモーナ・スクワイア (Ramona Squier)
トチノキ荘に下宿している大学生。金髪の留学生で、まだ日本語には慣れていない。長身でスタイルはいいが、貧乏なため安売りの服を着ている。研究の内容については研究所から口止めされているが、防腐処理に関する研究であることが示唆されている。
石蕗 茜（）
トチノキ荘の住人。レットベアの一員だが、現在のチームに不満を抱いている。隣県の国立大学に合格しており、近々レットベアを脱退する予定だった。
南々星 紅艶（）
レッドベアの副総長。幼いころから馬鹿を嫌い、我慢できず暴力に至るなどして問題を起こしており、自分が理解されないまま排斥される世の中に不満を抱いている。高校卒業後に一度レッドベアを脱退したが、会社の同僚に暴力を振るって戻ってきて以降、はぐれ者の無念を世間に理解させるためにレッドベアを犯罪組織同然に作り変えた。

## 作中設定
本作の殺人ゲームはショービジネスである。観客が存在し、ゲームの会場には至る所に監視カメラが設置されている。観客は誰が生き残るか賭けをしており、ゲームをクリアしたプレイヤーはそこから賞金を得ている。初回の賞金は300万円前後だとされる。ルールはゲームごとに異なるが、人死を厭わないことは共通している。
ゲームに参加するプレイヤーは少女のみであり、
基本的に容姿のいい者が呼ばれる。プレイヤーはゲーム中はコスプレめいた衣装を着ることになる。参加するか否かの決定はプレイヤーに委ねられており、断ることができる。参加するプレイヤーの数が足りなかったり、上玉を発見したりした場合に運営からアプローチをかけられるスカウト組も存在する。幽鬼によると、やむを得ない事情によってゲームに参加するのは多くても5、6回で、生業としてゲームに参加する者は死生観が変わっているとされる。
外部からゲームに武器を持ち込むことは禁止されているが、義手や義足の使用は許可されており、爪などの人体の一部を改造するプレイヤーも存在する。
ゲームの生還率は平均で7割に設定されている。プレイ回数を重ねて経験値を積めば生還率は高くなるが、30回付近になると生還率が急に落ちる三十の壁と呼称される現象が起こる。これは運営がゲームの難易度を操作しているわけではないらしく、白士からは呪いのようなものと評されている。白士によると98回がプレイヤーの最高連勝記録であり、白士と後の幽鬼は99連勝を目標に定めている。
ゲームを鑑賞する人への配慮として、プレイヤーの肉体には防腐処理が施される。空気に触れた血液が白い綿のような物質に変化するようになるほか、体臭がなくなり、遺体になっても腐敗しなくなる。ゲーム中に負傷したプレイヤーは、終了後に運営から治療を受ける。〈防腐処理〉の存在により治療可能な範囲は通常より広く、体の一部を失ってもだいたいは元に戻してもらえる。運営による治療が不可能な怪我を負ってもゲームを続けることを希望するプレイヤーは、職人に義体をつくってもらう。
殺人ゲームの周辺業界には、義体職人の他にも、依頼された品物を非合法なものも含めて調達する調達屋がいる。
プレイヤーはゲームについて一般人に話したり、運営母体を詮索したりすることを禁じられている。プレイヤーは身元を秘匿するために偽名=プレイヤーネームを使用するほか、ゲームの会場への送迎時はエージェントから渡される睡眠薬を服用する必要がある。2回目のゲームを生還したプレイヤーには専属のエージェントがつく。プレイヤーはゲームで長期間生き残るために師匠を探すこともある。

## 作風・制作背景
デスゲームの世界で生きている主人公たちが、どんなことを考えているのか、なぜそのような世界に留まっているのかをテーマとしている。本作のデスゲームは、主人公にとっては日常であるため特別感を出さず、ゲーム内の食事や衣装への感情なども俗っぽい雰囲気で描かれる。また、誰が善人で誰が悪人か、などと決めてかからないこともテーマとしている。
鵜飼はデスゲームものを書くことを第一にし、ライトノベルとして刊行を続けていく上でどうするか考え、繰り返しゲームに出場する達人のような人物がいるはずだと発想し、その人物がなぜそうしているのか、などを考えていく中でテーマも自然に決まっていったと話している。
本作では重要なキャラクターや人気のキャラクターも容赦なく退場させられる。鵜飼は、主人公以外のキャラクターにも「だいたいどういう性格の人で」「どういう欲求があって」「どういう道筋をたどって、どういう結末を迎えるのか」などの個別のストーリーを想定し、適切なタイミングで本編に挿入するようにしている。
現実では銃弾が手足を貫通しただけでも動脈を破損し、すぐに止血しなければ死亡したり後遺症が残ったりして、デスゲームを書く上で不都合であるため、リアリティレベルを調整するために防腐処理などの特殊設定が導入された。
デスゲームのプレイヤーの衣装は毎回異なり、これは人狼ゲームを題材とした新都社の漫画『汝は人狼なりや？』が元ネタとなっている。
読者層については、鵜飼自身が高校生くらいまで本を読めていなかったため、同様の読者がいることを念頭に置いているという。
鵜飼によると、応募作の投稿時代は『探偵はもう、死んでいる。』や『スパイ教室』の隆盛から、それらはライトノベルの文法を用いてそれ以外のジャンルの話を展開していると解釈し、自分が書けるジャンルとしてデスゲームものに決め、それがトレンドだと思って執筆していたという。また、生の感情や暴力が一番色濃く出るジャンルとして惹かれたことも理由として挙げている。

## 評価

### MF文庫Jライトノベル新人賞での評価
本作は第18回MF文庫Jライトノベル新人賞にて優秀賞を受賞した。審査員の1人であるさがら総によると、審査員2人が最高評価、もう2人が最低評価をつけて賛否が割れたという。最高点をつけたさがらは、最低評価もむべなるかなという感想とともに、叩いて丸めるのではなく尖りに尖らせて読者をどれだけ深く刺すことができるかで勝負すべき作品だと話した。

### 各巻での解説
『探偵はもう、死んでいる。』の著者である二語十は、新人賞の審査会で本作が人を選ぶ作品であり賛否両論とされたことに言及し、そういったフレーズを用いて売り出される小説がたまにあること、それらのフレーズが作品のクオリティへの世間の批判を封じるための免罪符になっていないか、より多くの読者を楽しませる努力を怠っていないかという疑問を呈した上で、本作は多くの読者を楽しませようという意図を最大限に感じたと述べた。デスゲームものによく見られる過剰にグロテクスな表現に必ずしも頼るわけではなく、読者の想像に任せたり防腐処理の設定を生かしたりして読者の生理的嫌悪を抑えている点や、デスゲームの参加者によるコスプレがライトノベルとしてビジュアルを意識した作りになっている点などを評価した上で、本作が世間から受ける評価はやはり賛否両論であろうこと、評価が割れる大きな理由は主人公である幽鬼を受け入れられるかどうかであることを述べた。
『スパイ教室』の著者である竹町は、従来のデスゲームもののお約束をことごとく無視した怪作だと評した。主人公について、共感できるような切実な理由がないことを述べ、前半部分の変更案を挙げた上で、そちらの方がつまらないものになっていると自評し、破茶滅茶な箇所を変更すると本作の魅力が消えてしまう、その滅茶苦茶さをわかろうとするのではなくただ堪能すればいいと評した。後半については絶賛というより激怒みたいな感想を抱いたと述べた上で、そうでなくてはつまらない、新人賞作品に求められるのは型破りで常識離れしたパワーであり、本作には唯一無二の読後感を抱かせる力があると述べた。
『ライアー・ライアー』の著者である久追遥希は、デスゲームものである本作が新人賞で優秀賞を受賞したと聞いた際に、本作には何かしらの捻りがあるのだろうと予想したが、実際はストレートに人が死ぬゲームを題材にしており、万人受けしないテーマだと理解した上で飛び道具を用いず読者を楽しませようとする一面があると評した。また、主人公である幽鬼以外のキャラクターが巻を跨いで活躍することがない点について、幽鬼以外の推しキャラが発生しにくい構造だが、だからこそ「どうせ生還するキャラクター」ではなく「いつ命を散らしてもおかしくないプレイヤー」として認識せざるを得ないため、最後まで物語に緊張感を持たせていると述べた。
『義妹生活』や『自称Fランクのお兄さまがゲームで評価される学園の頂点に君臨するそうですよ?』などの著者である三河ごーすとは本作の第1巻を読んだ時点では、従来のデスゲーム作品と微妙にズレているという感想を抱いたという。第2巻の読後、その理由は本作がデスゲームを題材にしながら徹底的に日常的な課題を扱っているからだと述べた。
『あの夏が飽和する。』の著者であるカンザキイオリは、本作がただのデスゲームものではなく、自分の意志でゲームに参加する登場人物たちは、命を弄ばれる側でありながらむしろ支配して弄んでいるようだと述べたほか、ゲームが場所や内容を変えて何度も続いているため、ゲームごとにジャンルも若干変わっていくと述べた。また本作の重心にあるのはさながら青春のような登場人物たちの感情のぶつかり合いと、それによって生じる熱い展開だと評した。防腐処理の設定が死のイメージを抑えてそこまでグロテスクに感じさせず、熱い展開を浮かび上がらせており、幽鬼とそれを取り巻く登場人物たちはただ生き残るために蹴落とす関係ではなく、プライドと感情に則ってバトル漫画のような殺し合いに惹き込まれたという。
『恋に至る病』の著者である斜線堂有紀は、本作を「極めて変則的な特殊設定ミステリ」と呼び、幽鬼の突飛な設定や個性豊かなプレイヤーたちの一方で、ルールで読者を導くフェアなミステリだと評した。また、本作の登場人物たちは繰り返しゲームに参加していることによって何度も同じ場所に居合わせ、共通認識を増やしているため、過去の事件（ゲーム）の情報も巧妙な伏線として機能し、ロングスパンで事件を描くことを可能にしており、「最新刊こそが最も面白い」というルールがあると述べた。
『一瞬を生きる君を、僕は永遠に忘れない。』の著者である冬野夜空は、どこまでいっても小説は娯楽で売れることが正義であり、執筆にあたってさまざまな打算が生まれるとした上で、本作ではそれらの打算を全て殺していると述べ、その理由は書き手が自分の思う面白いものを書くためであり、枠にはまらない本作は、ある意味で誰にも予想できず、どんな作品よりも無限大の可能性を秘めていると評した。

### その他の評価
書評家のタニグチリウイチは、本作について、参加者が死ぬデスゲームを見て喜ぶ視聴者がいて、そのおかげで出る賞金によって食べていける参加者の少女たちの壊れた心理に触れられる作品、ダークさが虚ろな笑いを誘う作品と紹介し、連勝したいからという理由で命を賭け、勝つために命を奪う幽鬼のヒロイン像は挑戦的であると述べた。また、とにかくヤバいという感想を持ち、血まみれにならない工夫がなされているため、アニメになってもビジュアル的にはレーティングをクリアできそうなのが面白いが、死の場面を繰り返し見せられるヤバさは残り、連続する死に感覚が麻痺して命はばらまかれてこそ輝くものだと思えるところにもヤバさがあると述べた。主人公が不条理なゲームのシステムを破壊するために挑むような正義感ではなく、99連勝を達成したいという我欲を原動力としていることを挙げ、それゆえに正義の軸が存在しない世界観を浴びせられ、誰に気持ちを寄せて読むか迷った末の境地を考えると恐ろしくなるが、感情よりも利益を優先しなければ生き残れない今の社会で生きる人に沿っているものなのだとしたら、本作は最適だと評した。
ライターの太田祥暉は、デスゲームを連戦していく作品は、デスゲームもの特有の緊迫感とは別の軸が必要になるものであり、本作におけるそれはドライな少女が一歩引いた立場からデスゲームを俯瞰して勝ち進んでいく視点だと述べた。また、評論家の宇野常寛が理不尽な状況下でも攻略して生きていくことを主眼とした作品群を「サヴァイブ系」と呼称したことを紹介した上で、本作について、生き延びる術は探すが一人で勝ち進んでいこうとするのではなく、他プレイヤーと協調し、暴力的衝動にのめり込むわけでもないが、一つの矜持があると述べ、デスゲームもので新たな緊迫感を示すことに成功していると評した。
「ラノベニュースオンラインアワード2022年11月刊」の投票アンケートでは、本作の第1巻が「総合部門」と「新作総合部門」で選出された。『このライトノベルがすごい！』では2024年版で文庫部門2位、新作部門1位を獲得している。「次にくるライトノベル大賞2023」の文庫部門ランキングでは『ちいさな君と、こえを遠くに』と同票で10位になった。

## 既刊一覧

### 小説
- 鵜飼有志（著）・ねこめたる（イラスト） 『死亡遊戯で飯を食う。』 KADOKAWA〈MF文庫J〉、既刊8巻（2025年2月25日現在）
  1. 2022年11月25日初版発行（同日発売[159]）、ISBN 978-4-04-681937-6
  2. 2023年1月25日初版発行（同日発売[160]）、ISBN 978-4-04-682109-6
  3. 2023年4月25日初版発行（同日発売[161]）、ISBN 978-4-04-682405-9
  4. 2023年8月25日初版発行（同日発売[162]）、ISBN 978-4-04-682765-4
  5. 2023年12月25日初版発行（同日発売[163]）、ISBN 978-4-04-683149-1
  6. 2024年4月25日初版発行（同日発売[164]）、ISBN 978-4-04-683544-4
  7. 2024年9月25日初版発行（同日発売[165]）、ISBN 978-4-04-684006-6
  8. 2025年2月25日初版発行（同日発売[166]）、ISBN 978-4-04-684556-6

### 漫画
- 鵜飼有志（原作）・ねこめたる（キャラクター原案）・万歳寿大宴会（漫画） 『死亡遊戯で飯を食う。』 KADOKAWA〈角川コミックス・エース〉、既刊3巻（2025年2月26日現在）
  1. 2023年12月26日発売[167][168]、ISBN 978-4-04-114456-5
  2. 2024年7月25日発売[169]、ISBN 978-4-04-115036-8
  3. 2025年2月26日発売[170]、ISBN 978-4-04-115861-6

## テレビアニメ
2024年9月1日に開催された「MF文庫J『夏の学園祭2024』」にてテレビアニメ化が発表され、併せて高橋李依がナレーションを務めるPVが公開された。2026年1月から放送予定。

### スタッフ
- 原作 - 鵜飼有志[5]
- キャラクター原案 - ねこめたる[5]
- 監督 - 上野壮大[5]
- シリーズ構成 - 池田臨太郎[5]
- コンセプトアート - hewa[7]
- キャラクターデザイン - 長田絵里[5]
- 色彩設計 - 桂木今里[7]
- 美術監督 - 中村嘉博[7]
- 撮影監督 - 近藤慎与[7]
- 編集 - 菊池晴子[7]
- 音響監督 - 小沼則義[5]
- 音響効果 - 山田香織[7]
- 音楽 - 松本淳一[7]
- 音楽制作 - 日本コロムビア[7]
- 制作 - スタジオディーン[5]
- 製作 - 「死亡遊戯で飯を食う。」製作委員会[5]

## 関連企画
第1巻の発売前には「幽鬼へのインタビュー」がTwitterの動画版とカクヨムのテキスト版で1か月かけて連載された。幽鬼の声は冥鳴ひまり（VOICEVOX）が担当した。
他にも本作の紹介動画が公開され、第1巻の発売後には「他プレイヤーから見た幽鬼」がTwitterの動画版とカクヨムのテキスト版で連載された。幽鬼、紅野、伽羅の声はありナ、金子、萌黄の声はおまめ、青井、藍里の声はむゆぬ、黒糖、白士の声はふるせ、桃乃、墨家の声はayuぱんだが担当した。
第2巻の発売時には中島由貴がナレーションを務めるPVが公開された。
第3巻の紙書籍の帯には、中島由貴が幽鬼の声を担当するボイスドラマ「幽鬼、恋人シチュのボイスを収録する」を視聴できるコードが付属した。
第4巻のフェア特典イラストカードおよび紙書籍の帯には、中島由貴が幽鬼の声を担当するボイスドラマ「幽鬼、夏祭りシチュのボイスを収録する」を視聴できるコードが付属した。
『このライトノベルがすごい！2024』新作部門1位を記念して2023年11月27日から12月3日までJR秋葉原駅にて本作の大型広告を掲出。